# 丹贝阿
丹贝阿（法語：Dumbéa，發音：[dœ̃bea] ⓘ）是法国海外特殊集体新喀里多尼亞南部省的市镇，面积254.6平方千米，2019年1月1日人口为35,873人。

## 地理
丹贝阿（22°9'S, 166°27'E）面积254.6平方千米，位于法国海外特殊集体新喀里多尼亞。
与丹贝阿接壤的市镇（或旧市镇、城区）包括：努美阿、勒蒙多尔、帕伊塔、亚泰。
丹贝阿的时区为UTC+11:00。

## 行政
丹贝阿的邮政编码为98830、98835、98837、98839、98836，INSEE市镇编码为98805。

## 政治
丹贝阿的现任市长为约安·勒库里厄（Yoann Lecourieux）先生，任期为2023-2026年。

## 人口
丹贝阿于2019年1月1日时的人口数量为35873人。

## 友好城市
- 法國 弗雷瑞斯